# Kasia Cerekwicka
Kasia Cerekwicka, född 17 mars 1980 i Koszalin, är en polsk sångerska.

## Karriär
Kasia Cerekwicka blev känd 1997 när hon var 17 år och vann den polska TV-showen Szansa na sukces. Hon har efter det släppt fyra studioalbum.
Debutalbumet Mozaika släpptes den 25 augusti 2000. Den 20 februari 2006 släpptes hennes andra album Feniks. Det låg 26 veckor på den polska albumlistan där det nådde sjunde plats som högst. Det tredje albumet Pokój 203 släpptes den 1 oktober 2007. Det låg 14 veckor på albumlistan och nådde som högst sjätte plats. Hennes fjärde album Fe-Male släpptes den 31 maj 2010. Det låg 6 veckor på albumlistan och nådde som högst elfte plats.
Kasia Cerekwicka deltog i Polens nationella uttagning till Eurovision Song Contest 2006 med låten "Na kolana" som hamnade på andra plats efter Ich Troje och deras låt "Follow My Heart".

## Diskografi

### Album
- 2000 - Mozaika
- 2006 - Feniks
- 2007 - Pokój 203
- 2010 - Fe-Male